# Felicjan Lechnicki
Felicjan Kajetan Lechnicki (ur. 7 sierpnia 1885 w Serebryszczach, zm. 3 listopada 1963 w Poznaniu) – polski działacz społeczny i rolniczy, ziemianin, polityk, poseł na Sejm i senator w II RP, członek Rady Związku Powiatów Rzeczypospolitej Polskiej w 1933 roku, Prezes Zarządu Centralnego Towarzystwa Organizacji i Kółek Rolniczych do 1935 roku, prezes Wojewódzkiego Towarzystwa Organizacji i Kółek Rolniczych w Lublinie, członek Rady Związku Gmin Wiejskich Rzeczypospolitej Polskiej w 1930 roku, Przewodniczący Prezydium Okręgu Lubelskiego Obozu Zjednoczenia Narodowego (OZN) w 1938 roku.

## Życiorys

### Wykształcenie
Z powodu udziału w strajku szkolnym podczas rewolucji w 1905 został wydalony z wilczym biletem z ostatniej klasy gimnazjum w Radomiu. Maturę zdał eksternistycznie w Krakowie, później krótko studiował na Wydziale Rolnym Uniwersytetu Jagiellońskiego. Ukończył studia historyczne na Uniwersytecie Ludwika i Maksymiliana w Monachium.

### Działalność  niepodległościowa, społeczna, praca
W czasie studiów w Krakowie był członkiem socjalistycznej „Spójni”.
Od 1912 roku prowadził gospodarstwo rodzinne w Serebryszczach.
W 1918 roku został członkiem Rady Stanu. Jesienią 1918 roku został wybrany na komisarza rządowego powiatu Chełm. Był równocześnie członkiem Sejmiku i Wydziału Powiatowego w Chełmie (1917–1939). W latach 1919–1929 prezesował Wojewódzkiemu Związkowi Kółek Rolniczych, w latach 1929–1933 był prezesem Wojewódzkiego TOKR (Towarzystwa Organizacji i Kółek Rolniczych) w Lublinie i członkiem Centralnego TOKR. Ponadto w latach 1933–1940 pełnił funkcję prezesa Lubelskiej Izby Rolniczej oraz pozostawał członkiem Komitetu Izb i Organizacji Rolniczych.

### Działalność polityczna
Brał udział wraz z braćmi oraz Gustawem Orliczem-Dreszerem i Melchiorem Wańkowiczem w rozmowach z marszałkiem Józefem Piłsudskim z ramienia ruchu zetowego w majątku brata Zdzisława w Święcicy 6–7 czerwca 1925, które prawdopodobnie zakończyły się porozumieniem politycznym na rzecz zastąpienia ustroju parlamentarnego prezydenckim.
Od 1926 roku był członkiem zetowskiego Związku Patriotycznego (ZP), a następnie Związku Naprawy Rzeczypospolitej (ZNR).
W 1928 roku został posłem na Sejm II kadencji (1928–1930) – mandat uzyskał z listy nr 1 (BBWR) z okręgu miasto i powiat Lublin. W tej kadencji pracował w komisjach: administracji i robót publicznych. W 1930 roku został powtórnie wybrany posłem na Sejm III kadencji (1930–1935) – mandat uzyskał również z listy nr 1 (BBWR) w tym samym okręgu. W III kadencji pracował w komisjach budżetowej (zastępca przewodniczącego od 1931) i rolnej. W II i III kadencji należał do klubu parlamentarnego BBWR. Opowiadał się za ograniczeniem wolnego obrotu ziemią, połączeniem reformy rolnej z akcją osadniczą i udzielaniem rolnikom niskoprocentowego kredytu.
W 1935 roku został senatorem IV kadencji (1935–1938) z województwa lubelskiego. W IV kadencji pracował w komisjach: budżetowej (1937–1938 był w niej referentem), gospodarczo-skarbowej, komunikacyjnej (zastępca przewodniczącego) i kontroli długów państwa (zastępca członka). Proponował likwidację obozu w Berezie Kartuskiej. W 1938 roku ponownie został senatorem, V kadencji (1938–1939). Pracował w komisjach budżetowej (zastępca przewodniczącego), regulaminowej (zastępca przewodniczącego) i rolnej. W IV kadencji należał do Parlamentarnej Grupy Lubelskiej, a w V kadencji do klubu Obozu Zjednoczenia Narodowego.

### Po wybuchu II wojny światowej i po wojnie
W czerwcu 1940 został razem z synem Klemensem aresztowany przez Niemców. Uzyskali zwolnienie dzięki staraniom miejscowej ludności.
Współpracował z Komendą Okręgu AK „Lublin”. Po wojnie, w latach 1946–1950, współorganizował Związek Plantatorów Przetwórczych Roślin Okopowych (w którym był później kierownikiem okręgu poznańskiego). Stworzył zespół redakcji miesięcznika „Poradnik Plantatora”. W 1951 zatrudnił się jako pracownik naukowy w Pracowni Paleobotanicznej Kierownictwa Badań nad Początkami Państwa Polskiego. Od 1953 pracował w tejże pracowni w Instytucie Historii Kultury Materialnej PAN.

## Ordery i odznaczenia
- Krzyż Komandorski Orderu Odrodzenia Polski (10 listopada 1938)[15]
- Złoty Krzyż Zasługi[8][6]
- Srebrny Krzyż Zasługi (12 stycznia 1928)[16]

## Życie prywatne
Był synem Felicjana (właściciela dóbr Święcica i Serebryszcze) i Marii z Sielskich. Miał trzech braci przyrodnich (synów Felicjana seniora i jego drugiej żony, Marii z Hemplów):
- Zdzisława (1890–1959) – posła na Sejm II i III kadencji w II Rzeczypospolitej, lidera ZP, współorganizatora i ideologa Towarzystwa Straży Kresowej[18], członka Rady Naczelnej OZN 1938–1939[19],
- Tadeusza (1892–1939) – murmańczyka, posła na Sejm V kadencji II Rzeczypospolitej[17][6][8], pracownika Oddziału II Sztabu Generalnego Wojska Polskiego (1919–1920)[20], Ministerstwa Spraw Zagranicznych (1928–1932) i Biura Ekonomicznego Prezesa Rady Ministrów (1932–1934), wiceministra skarbu 1934–1936[21], członka Rady Naczelnej OZN 1938–1939[22],
- Klemensa (1899–1920) – podporucznika Wojska Polskiego.

Felicjan Kajetan ożenił się w 1909 roku z Anną z Bobińskich, koleżanką ze „Spójni”, z którą miał cztery córki (Jadwigę, Zofię, Marię i Teresę) oraz syna Klemensa Felicjana (1918–1944) – poetę, publicystę, lotnika Dywizjonu 300, jednego z liderów konspiracji wojskowej przeciwko rządowi gen. Władysława Sikorskiego, zestrzelonego 1 sierpnia 1944 roku nad Francją, pochowanego na cmentarzu w Normandii. Jego wnukiem jest Antoni Kroh, syn Zofii.
Felicjan Kajetan Lechnicki zmarł w Poznaniu. Został pochowany 7 listopada 1963 na cmentarzu na Junikowie w Poznaniu (pole 9 kwatera 2-4-2).